# モネータ
モネータ（ラテン語: Moneta）は、ローマにおけるユーノーの添え名。
モネータは「忠告する」という意味の「ラテン語: monere」が語源である。

## 逸話
ユーノー・モネータ神殿は、元々ローマの強敵であったウェイイにあり、紀元前396年、英雄マルクス・フリウス・カミッルスがウェイイを陥落させた際、他の財産と共にローマへと移転させた。移転作業の際、最初は皆その神聖な神体に手を触れることを恐れたが、ある一人の若者が冗談まじりに「ユーノー様、ローマへ行きたいのではありませんか？」と語りかけ、それを聞いた他の者たちは「肯定された」「行きたいと言われた」と口々に言い合い、運び出されたという。神像は独裁官カミッルスがユーノー神の座所と定めたアウェンティーヌスの丘に置かれ、神殿が築かれた。
紀元前390年にガリア人セノネス族がローマを包囲した際には、人々はカピトーリウムの丘に立て籠もっていた。ある夜、ガリア人がカピトーリウムに夜襲をかけようと潜入してきた。歩哨も犬も気が付かなかったが、ただユーノー・モネータの神殿で飼われていた聖なるガチョウだけが敵の襲来を告げた。食料の不足する中、ローマ人はこのガチョウには手を出していなかった。このガチョウの声に、紀元前392年にユーノー神殿を完成させたマルクス・マンリウス・カピトリヌスが飛び起き、敵を撃退してローマを守り抜いたという。この時の逸話が名称の起源となったとする説もある。
紀元前345年、アウルンキ人との戦争の際、時の独裁官ルキウス・フリウス・カミッルスが、戦勝祈願としてユーノー神殿の建立を誓約し、カピトーリウムにあったマンリウス・カピトリヌスの屋敷跡に建設された。ここには公文書が保管された。
また、その神殿内に貨幣鋳造所が置かれたため、この名は「マネー（Money）」という英語の語源となった。